# Мицкевич, Захарий Михайлович
Заха́рий Миха́йлович Мицке́вич (пол. Zachariasz Mickiewicz; 28 июля 1842, Троки, Виленская губерния — 4 августа 1926, Троки) — караимский религиозный деятель, газзан трокской кенассы (1913—1922), исполняющий обязанности трокского гахама (1915—1922).

## Биография
Родился 28 июля 1842 года в Троках в караимской семье Михаила Захарьевича и Камили (Нехамы) Яковлевны Мицкевичей. Отец работал фермером, поэтому семья жила не в самих Троках, а на значительном расстоянии от города. С восьмилетнего возраста учился в трокском мидраше. Впоследствии, благодаря сыну Гавриилу, обзавёлся собственным домом и землёй, на которой проработал всю жизнь. Являлся известным земледельцем, специалистом в области выращивания огурцов, одним из немногих караимов, которым удалось сохранить семена трокского огурца во время перипетий Первой мировой войны.
5 июня 1913 года избран младшим газзаном трокской кенассы. В августе 1915 года вместе с детьми и их семьями эвакуировался в Смоленск, куда также были отправлены архив и имущество кенассы. В связи с внезапной смертью в сентябре 1915 года старшего трокского газзана и исполняющего должность трокского гахама Богуслава Фирковича Мицкевич взял на себя его обязанности. В июне 1918 года, доверив имущество и архив сыну Феликсу, вернулся в Троки, где застал караимскую общину в числе пяти человек. Осенью того же года в Троки прибыл его ученик Рефаэль Абкович, демобилизованный с фронта, который помог Мицкевичу восстановить разрушенный войной мидраш, а в июне 1919 года сменил своего учителя на посту трокского младшего газзана.
Когда в Троки постепенно стали возвращаться покинувшие его караимы, Мицкевича вскоре обвинили в недостаточной образованности и в том, что он бросил на произвол в Смоленске архив и имущество кенассы. Ввиду этого 23 февраля 1922 года делегаты трокской кенассы Эммануил Кобецкий, Илья Юткевич и Исаак Михайлович обратились с докладной запиской в Управление внутренних дел о переизбрании газзана. По совету своих детей Мицкевич тогда же написал заявление о добровольном уходе с должности. Собрание прихожан, состоявшееся 2 марта 1922 года, постановило освободить Захария Мицкевича с 10 марта 1922 года от обязанностей старшего газзана трокской кенассы и исполняющего обязанности гахама.
Умер 4 августа 1926 года в Троках. Похоронен на местном «среднем» (старом) караимском кладбище рядом с могилой жены.

## Литературная деятельность
Автор ряда опубликованных и неопубликованных переводов религиозных произведений на караимский язык. Под редакцией З. Мицкевича и Э. Роецкого  в 1889 году был издан перевод на тракайский диалект караимского языка первой книги Пятикнижия Моисеева. В 1925 году внук Мицкевича, Исаак Харченко, опубликовал в журнале «Myśl Karaimska» воспоминания своего деда о школьных годах в трокском караимском мидраше, где он однажды был жестоко наказан физически за изучение русского языка без разрешения газзана. В 1929 году польский тюрколог Т. Ковальский в своём труде «Karaimische Texte im Dialekt von Troki» опубликовал сделанный Мицкевичем перевод Книги Иова на тракайский караимский диалект.

## Семья
Жена — Ниима-Зузанна Аполлоновна (Авшаломовна) Мицкевич, урождённая Мошкевич (1844—1913). Имел детей:
- Гавриил Мицкевич, подростком уехал в Смоленск и работал в торговле.
- Эмилия-Надежда Мицкевич (род. 1868), замужем за секретарём суда Ананией Давидовичем Харченко. Имели пятеро детей.

- Правнук (сын Хелены Харченко) — Захариаш-Эугениуш Эшвович (1927—2012), родился в Галиче, окончил тракайский мидраш со званием рибби. С 1944 года работал почтальоном, затем начальником Тракайского городского транспортного узла. Как и его прадед, занимался выращиванием тракайских огурцов, проводил богослужения.

- София Мицкевич (род. 1870), замужем за Аароном Шпаковским. Имели дочь Нину.
- Феликс-Яфет Мицкевич (род. 1875), жил с отцом.
- Исаак Мицкевич (род. 1878), жил в Санкт-Петербурге. Был женат на дочери трокского и виленского газзана Феликса Малецкого Александре (род. 1891), вместе с которой участвовал в обороне Ленинграда и имел соответствующую медаль[8][9].

- Внук — Михаил Исаакович Мицкевич (1922—2006), участник Великой Отечественной войны, инженер-подполковник, кандидат технических наук. Более 50 лет проработал в Ленинграде в НИИ министерства обороны, преподавал в военно-механическом институте. Награждён боевыми орденами, медалями СССР и России, званием «Изобретатель СССР».